# Sileshi Sihine
Sileshi Mekuria Sihine (Sheno, 9 mei 1983) is een Ethiopische atleet, die is gespecialiseerd in de lange afstand. Hij deed tweemaal mee aan de Olympische Spelen en veroverde bij beide gelegenheden een zilveren medaille.

## Loopbaan
Sihine begon met hardlopen op school, geïnspireerd door de prestaties van zijn landgenoot Haile Gebrselassie. Hij was een succesvol jeugdatleet.
Samen met zijn landgenoten Kenenisa Bekele en Haile Gebrselassie won hij goud, zilver en brons (in genoemde volgorde) op de wereldkampioenschappen in 2003 op het onderdeel 10.000 m.
In 2004 behaalde Sileshi Sihine op de Olympische Spelen van Athene op het onderdeel 10.000 m een zilveren medaille achter zijn landgenoot Kenenisa Bekele. Hij deed meerdere malen mee aan de wereldkampioenschappen veldlopen. In 2004 werd hij derde en in 2006 tweede achter Bekele. Op de WK van 2005 behaalde hij twee zilveren medailles op de 10.000 m en de 5000 m.
In Nederland is Sihine geen onbekende. Zo won hij de Zevenheuvelenloop (15 km) in Nijmegen in 2004 (41.38) en 2007 (42.24) en nam hij deel aan de marathon van Amsterdam in 2011.

## Titels
- Afrikaanse Spelen kampioen 10.000 m - 2003
- Ethiopisch kampioen 5000 m - 2003
- Ethiopisch kampioen 10.000 m - 2003, 2004

## Persoonlijke records
Baan
| Onderdeel | Prestatie | Datum            | Plaats  |
| --------- | --------- | ---------------- | ------- |
| 3000 m    | 7.29,92   | 28 augustus 2005 | Rieti   |
| 5000 m    | 12.47,04  | 2 juli 2004      | Rome    |
| 10.000 m  | 26.39,69  | 31 mei 2004      | Hengelo |

Weg
| Onderdeel      | Prestatie | Datum            | Plaats   |
| -------------- | --------- | ---------------- | -------- |
| 15 km          | 41.38     | 21 november 2004 | Nijmegen |
| halve marathon | 1:01.14   | 1 oktober 2005   | Edmonton |

Indoor
| Onderdeel   | Prestatie | Datum           | Plaats    |
| ----------- | --------- | --------------- | --------- |
| 3000 m      | 7.41,18   | 31 januari 2004 | Stuttgart |
| 2 Eng. mijl | 8.27,03   | 28 januari 2006 | Boston    |
| 5000 m      | 13.06,72  | 2 februari 2006 | Stockholm |

## Palmares

### 3000 m
- 2005:  Rieti - 7.29,92

### 5000 m
- 2003:  Ethiopische kamp. - 13.35,30
- 2003: 5e Wereldatletiekfinale - 13.24,61
- 2004:  Golden Gala – 12.47,04
- 2004:  Wereldatletiekfinale - 13.06,95
- 2005:  WK - 13.32.81
- 2005:  Wereldatletiekfinale - 13.39,40
- 2007:  Golden Gala – 13.01,46
- 2007:  Memorial Van Damme – 12.50,16
- 2007: 6e Wereldatletiekfinale - 13.41,04
- 2008:  Ibero Americano in Huelva - 12.58,41
- 2008:  Golden Gala – 13.04,94
- 2008: 4e Shanghai Golden Grand Prix - 13.16,60
- 2009: 4e Bislett Games - 13.06,63
- 2011: 5e Golden Gala - 12.57,86

### 10.000 m
- 2002:  Addis Ababa - 28.57,0
- 2002:  WJK - 29.03,74
- 2003:  Ethiopische kamp. - 28.24,80
- 2003:  FBK Games - 26.58,76
- 2003:  WK - 27.01,44
- 2003:  Afrikaanse Spelen - 27.43,13
- 2003:  Afro-Aziatische Spelen - 27.48,40
- 2004:  Ethiopische kamp. - 28.16,23
- 2004:  FBK Games - 26.39,69
- 2004:  OS - 27.09,39
- 2005:  Memoriál Jozef Odlozila in Praag - 26.57,27
- 2005:  WK - 27.08,87
- 2007:  FBK Games - 26.48,73
- 2007:  WK - 27.09,03
- 2008:  FBK Games - 26.50,53
- 2008:  Memorial Van Damme – 27.06,97
- 2008:  OS - 27.02,77
- 2011: 8e WK - 27.34,11
- 2012:  FBK Games - 27.12,60
- 2012: 4e Aviva Olympic Trials in Birmingham - 27.03,65

### 10 km
- 2002:  Great Ethiopian Run - 30.20
- 2003:  Great Ethiopian Run - 29.54
- 2004:  Memorial Peppe Greco in Scicli - 28.41
- 2006:  Corrida van Houilles - 28.23

### 15 km
- 2001:  Montferland - 42.51
- 2002: 4e São Silvestre in São Paulo - 45.36
- 2004:  Zevenheuvelenloop - 41.38
- 2007:  Zevenheuvelenloop - 42.24
- 2009:  Zevenheuvelenloop - 42.14

### 20 km
- 2011:  20 van Alphen - 59.27

### halve marathon
- 2005: 4e WK in Edmonton - 1:01.14

### veldlopen
- 2002: 6e WK junioren in Dublin - 23.42
- 2003: 7e WK lange afstand in Avenches - 37.03
- 2004:  Great North Cross Country in Newcastle - 26.15
- 2004:  WK lange afstand in Brussel - 36.11
- 2006:  WK lange afstand - 35.43
- 2006: 12e WK korte afstand in Fukuoka - 11.12
- 2006:  WK lange afstand in Fukuoka - 35.43
- 2007: 16e WK lange afstand in Mombasa - 37.49
- 2008: 15e WK in Edinburgh - 35.40